# Pseudochirella tanakai
Pseudochirella tanakai is een eenoogkreeftjessoort uit de familie van de Aetideidae. De wetenschappelijke naam van de soort is voor het eerst geldig gepubliceerd in 1989 door Markhaseva.